# Iotaphora iridicolor
Iotaphora iridicolor là một loài bướm đêm trong họ Geometridae.